# Galina Saňková

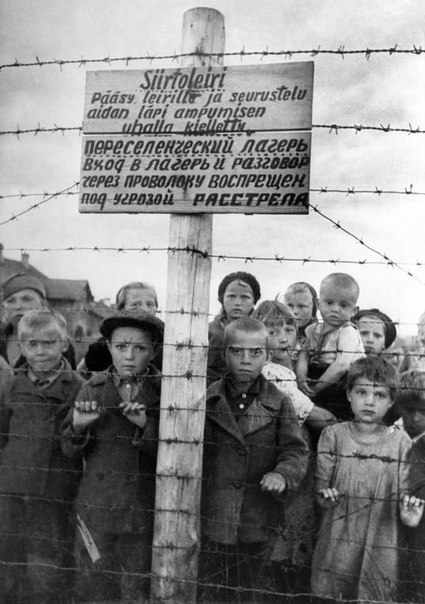
Ruské děti ve finském transportním táboře v Petrozavodsku na konci června 1944 poté, co se 28. června 1944 Finové stáhli z Petrozavodsku, s prvními sovětskými jednotkami dorazila také sovětská válečná korespondentka Galina Saňková, která pořídila tento obrázek a několik dalších. Fotografie byla poprvé publikována v roce 1966 v I. M. Batser: Eto bylo na Karelskom frontě a poté v několika sovětských a zahraničních novinách, čímž se stala jednou z jejích nejznámějších.

Galina Saňková (rusky Галина Санько; 1904 Sudža, Ruské impérium – 1981, Moskva, Ruská SFSR) byla sovětská novinářská fotografka. Stála vedle slavných jmen fotožurnalistiky za druhé světové války jako byli Robert Capa, David Seymour, Margaret Bourke-Whiteová, Dmitrij Baltermanc, Michail Trachman, Max Alpert, Arkadij Šajchet nebo Boris Kudojarov.

## Život a dílo
Pracovala v redakci novin Водный транспорт (Vodnyj transport, Vodní doprava), podílela se na arktické expedici ledoborce Krasin, fotografovala jeho dlouhou služební cestu na Dálný východ. Během Velké vlastenecké války byla fotografkou časopisu Frontovaja iljustracija (Фронтовая иллюстрация). Dokumentovala bitvu o Moskvu, u Stalingradu i na Kurském oblouku. V době války s Japonskem byla fotožurnalistkou časopisu na Dálném východě. Byla dvakrát těžce zraněna.
Jednou z jejích nejslavnější fotografií je Stalingrad - rok 1942. Tento snímek nechybí snad v žádné historicko-vojenské publikaci s danou tematikou. Mnohem více než propagandu Sovětského svazu obsahuje hluboký lidský postoj k válce.
V poválečných letech působila v časopise Ogoňok.
Měla řadu výstav doma i v zahraničí a je nositelkou Řádu s červenou hvězdou.
Zemřela v Moskvě v roce 1981.